# 流通システム開発センター
GS1 Japan(一般財団法人流通システム開発センター)（ジーエスワン ジャパン りゅうつうシステムかいはつセンター、英語: GS1 Japan）は、流通システムの合理化、標準化を行う一般財団法人である。

## 業務内容
JANコードやGS1事業者コードの登録、国際標準化活動、JICFS/IFDB（JANコード統合商品情報データベース）の管理運営など。

## 沿革
- 1970年 - 財団法人流通経済研究所の一部門として発足[2][3]
- 1972年 - 財団法人流通システム開発センター設立[3]
- 1977年 - 流通コードセンター（現GS1 Japan）開設、共通取引先コードの登録受付開始[3]
- 1978年 - 国際EAN協会に加盟、JANメーカーコードの登録受付開始[3]
- 1988年 - JANコード統合商品情報データベース（JICFS/IFDB）の運用開始[3]
- 1997年 - 流通標準EDI（JEDICOS）を開発[3]
- 2003年 - JANコード登録企業情報検索サービス（GEPIR）の運用開始[3]
- 2007年 - 流通ビジネスメッセージ標準（流通BMS）を開発[3]
- 2012年 - 一般財団法人に移行[3]
- 2014年 - 流通業界向け電子決済の実証実験[4]